# 拉贾冈格阿普尔
拉贾冈格阿普尔（Rajagangapur），是印度奥里萨邦Sundargarh县的一个城镇。总人口43912（2001年）。

## 人口
该地2001年总人口43912人，其中男性22618人，女性21294人；0—6岁人口5903人，其中男3038人，女2865人；识字率68.47%，其中男性为74.44%，女性为62.12%。